# ベンノ・ベッカー
ベンノ・ベッカー（Benno Becker、1860年4月3日 - 1938年9月5日）はドイツの画家、美術評論家である。

## 略歴
現在のリトアニアのクライペダ（ドイツ語名、メーメル）で生まれた。1884年から1885年の間、ミュンヘン美術院で風景画家のオットー・フレリッヒャー(Otto Frölicher: 1840-1890)に学んだ。同時にミュンヘン大学で考古学、美術史を学んだ。
1886年からしばしばイタリアを旅した。画家としては象徴主義のスタイルの画家、アルノルト・ベックリンやフランスの風景画家、ジャン＝バティスト・カミーユ・コローやバルビゾン派の画家の作品に影響を受けた。初期の作品はバルト海の風景を描き、後にはイタリアの風景を描いた。
ミュンヘン分離派とベルリン分離派の創設メンバーになった。コラムニストとして、演劇雑誌「Freie Bühne」や美術雑誌「Pan」に記事を書いた。1900年頃に画家として成功し、有名な建築家、トルーストの設計でミュンヘンにスタジオと邸を建てた。この邸は、ベッカーの没後、アドルフ・ヒトラーの側近・個人秘書のマルティン・ボルマンが1945年まで所有することになった。
東洋の美術品の収集家でもあり、1909年にベルリンで開かれた「日本と東アジア美術展」に収集品を貸与した。

## 作品

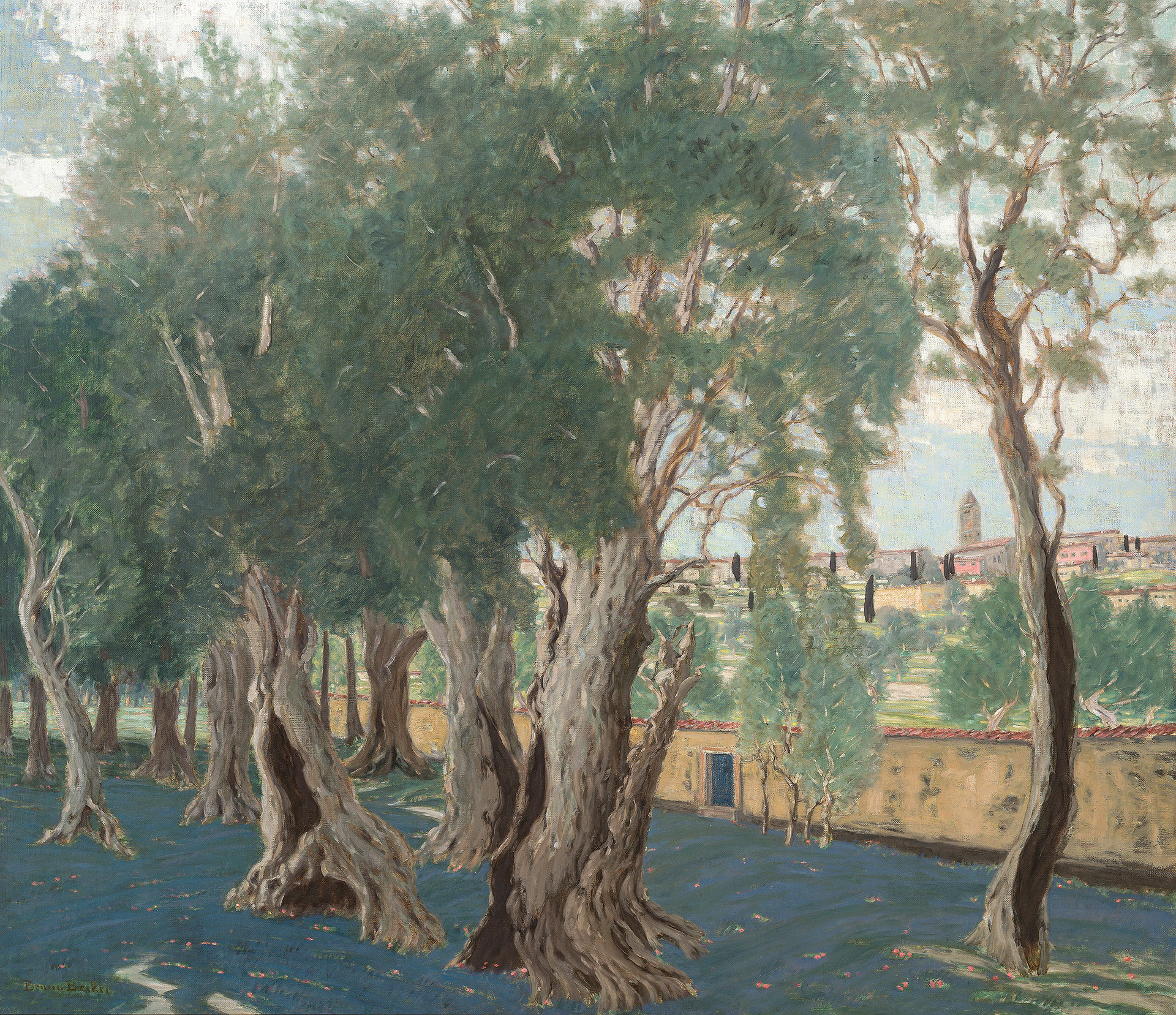
オリーブの木立 (c.1914)
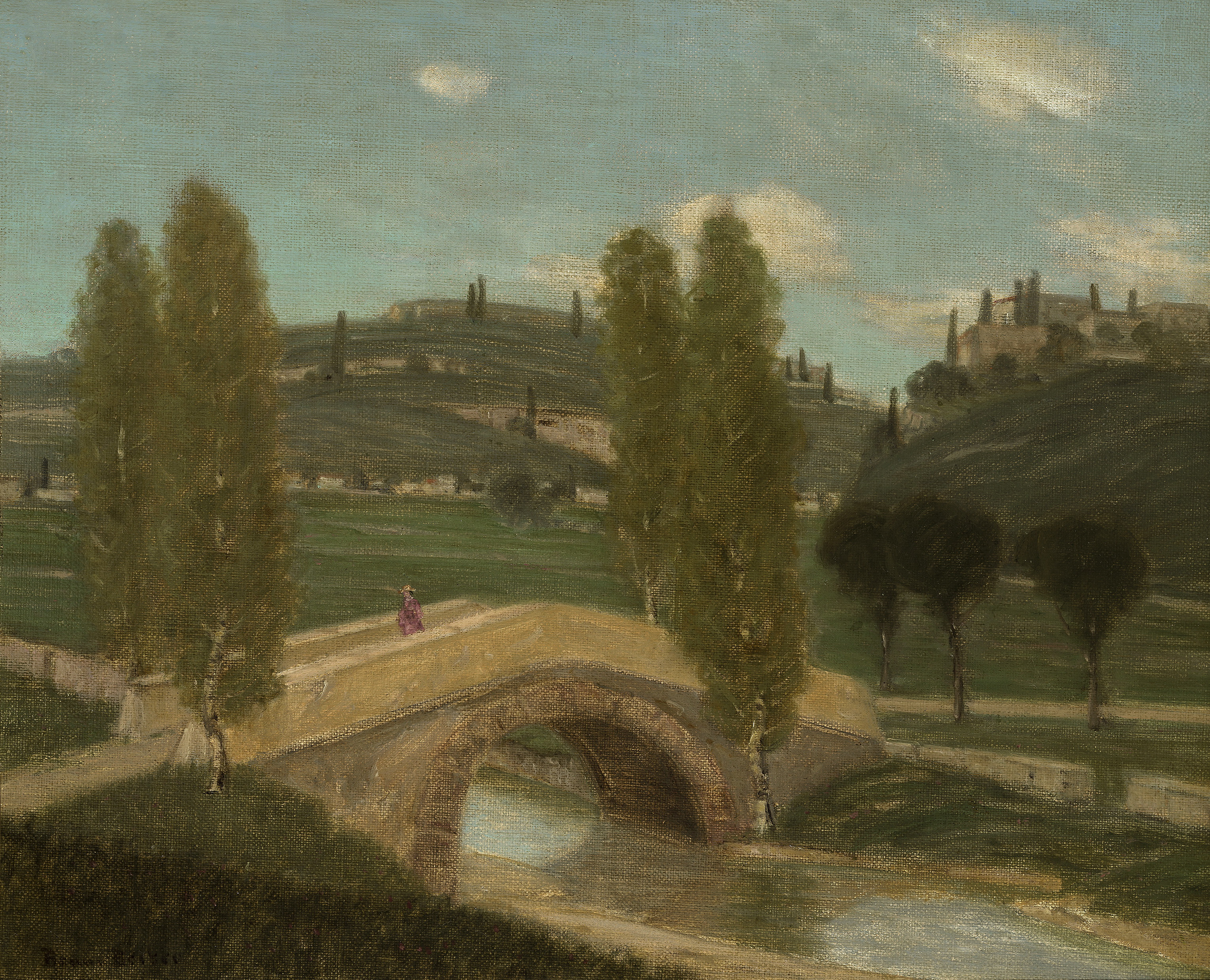
イタリアの風景